# Cleddau
Cleddau è un fiume britannico, situato nel Pembrokeshire, nel Galles occidentale.

## Descrizione
Il fiume è composto dal Cleddau orientale e da quello occidentale, che insieme formano l'estuario Daugleddau, che forma l'importante porto di Milford Haven. Il nome dell'estuario significa proprio "i due Cleddaus". Cluddeau sembrerebbe essere il plurale della parola gallese "cleddyf" che significa "spada", che forse si riferisce al modo in cui i due fiumi sono incisi nel paesaggio del Pembrokeshire.
Il Cleddau orientale nasce nelle basse colline di Mynydd Preseli a Blaencleddau, nella parrocchia di Mynachlog-ddu. È a Picton Point che incontra il Cleddau occidentale. Quest'ultimo ha due rami: quello orientale (nasce a Llygad Cleddau, nella parrocchia di Llanfair Nant y Gôf, 4 chilometri a sud-est di Fishguard) e quello occidentale (nasce a Penysgwarne, nella parrocchia di Llanreithan) che si incontrano a Priskilly. I due principali rami del Cleddau si incontrano a Picton Point, dove formano l'estuario Daugleddau.